# Imre Csáky (Politiker)

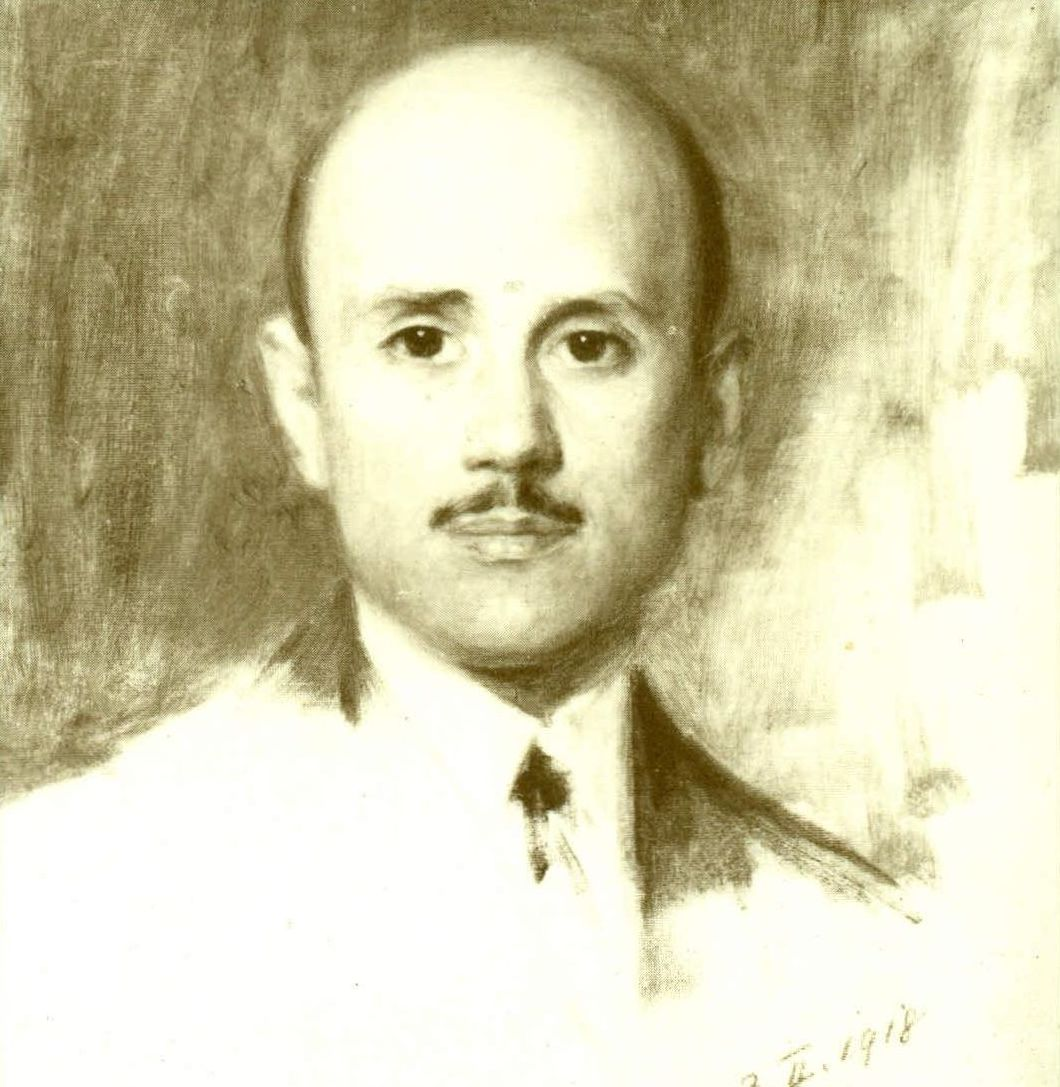
Imre Csáky

Imre (Emerich) Graf Csáky von Körösszeg und Adorján (geboren 16. Februar 1882 in Mindszent, Österreich-Ungarn; gestorben 22. Mai 1961 in Santa Cruz de Tenerife, Spanien) war ein ungarischer Diplomat und Politiker. Er war von September bis Dezember 1920 Außenminister des Königreichs Ungarn.

## Leben
Csáky von Körösszeg und Adorján gehörte einer der ältesten Magnatenfamilien Ungarns an, die vor allem in den (ehemals) oberungarischen Komitaten ansässig war, insbesondere im Komitat Zips. Er wurde als jüngstes der sieben Kinder des Albin Csáky geboren, der zu den maßgeblichen liberalen Reformpolitikern Ungarns zählte. Sein Bruder Károly Csáky war zwischen 1923 und 1929 Verteidigungsminister Ungarns. 

## Die Memoiren
Nach dem Zusammenbruch des Horthy-Regimes verbrachte er mehrere Jahre in Ungarn im Gefängnis.
Dort schrieb er teilweise auf kleine Papierfetzen und auf abgeschnittenen Zeitungsrändern Notizen für seine Memoiren. Später als er frei kam, schrieb er weiter, konnte aber seine Zettelwirtschaft nicht ins Reine bringen, da er kaum noch sehen konnte. Daraufhin übernahm der Mann seiner Nichte, Heribert Thierry, in jahrelanger Kleinarbeit die Redaktion der Notizen. Es entstand ein maschinengeschriebenes Manuskript mit vier Durchschlägen, die nach Fertigstellung in vier Exemplaren gebunden wurden. Das Buch hat Marie Csáky lektoriert und herausgegeben, da der Text in einem eigentümlichen alt-österreichischen Stil geschrieben war.

## Schriften
- Vom Geachteten zum Geächteten. Erinnerungen des k. und k. Diplomaten und k. ungarischen Aussenministers a.D. Emerich Csáky. (1881-1961). Hrsg. Eva-Marie Csáky. Köln : Böhlau, 1992. ISBN 3-20505450-4